# سسک زمینی کوردیلرا
سسک زمینی کوردیلرا (نام علمی: Robsonius rabori) که با نام‌های الیکایی‌لیکوی رابور یا الیکایی‌لیکوی لوزون نیز شناخته می‌شود، یک گونه از پرندگان است که در حال حاضر در خانواده سسکان ملخی جای می‌گیرد. این گونه بومی فیلیپین است که در شمال غربی لوزون در دامنه‌های رشته‌کوه کوردیلرا یافت می‌شود. برخی از آرایه‌شناسان همچنان این گونه‌ را در لیکویان جهان قدیم و برخی دیگر در لیکویان زمینی فهرست می‌کنند. هیچ عکس شناخته‌شده‌ای از سسک زمینی کوردیلرا زنده در طبیعت وجود ندارد.

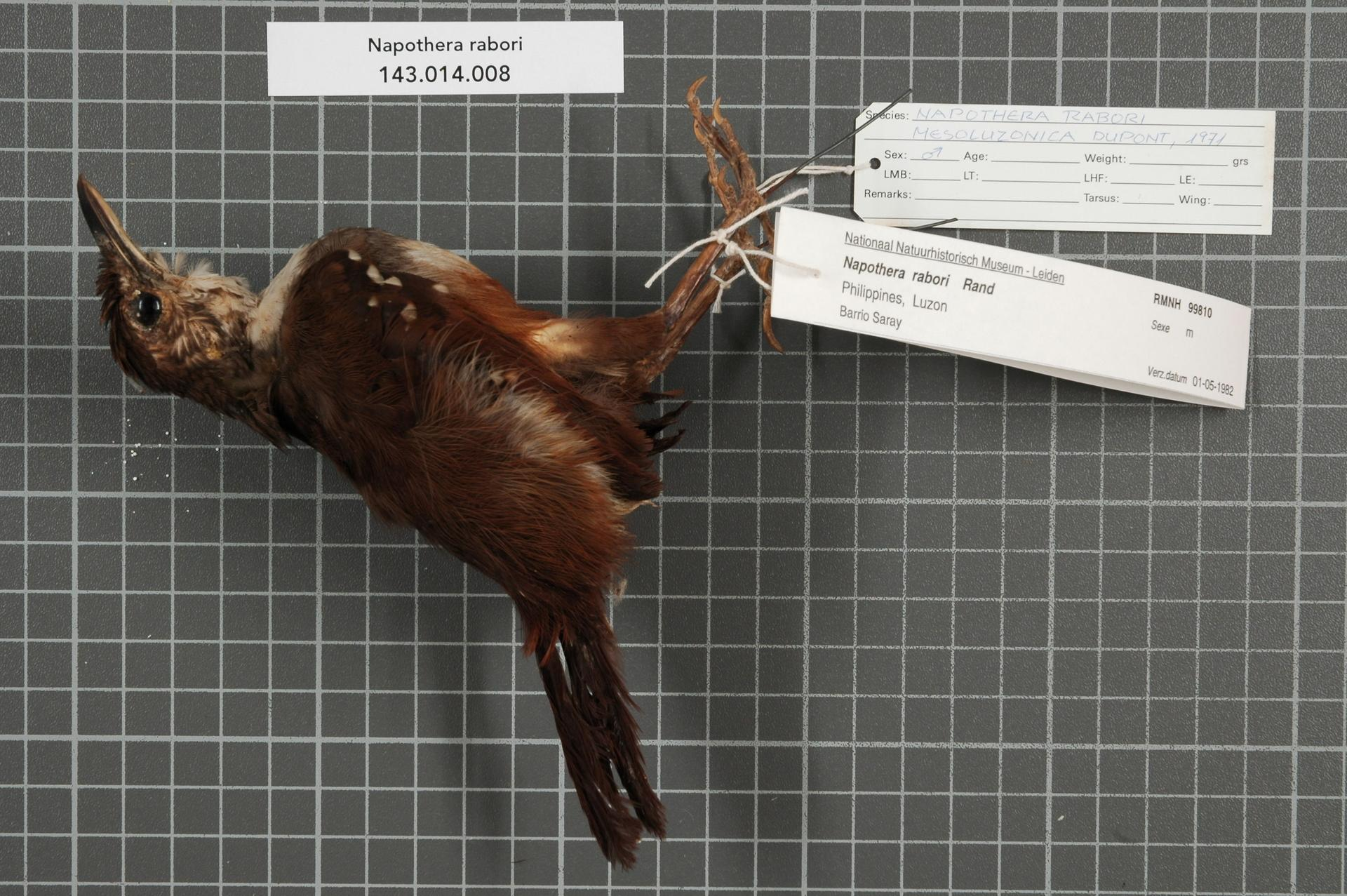
نمای کناری یک نمونه پُرشده در مرکز تنوع زیستی ناتورالیس